# 55 East Erie
55 East Erie je postmoderní mrakodrap v Chicagu stojící v ulici Erie Street. Má 58 podlaží a výšku 198 metrů. Výstavba probíhala v letech 2001–
2003 podle společného projektu společností Fujikawa Johnson & Associates a Searl & Associates Architects, PC. Budova disponuje 214 byty.